# Exechonella ampullacea
Exechonella ampullacea är en mossdjursart som beskrevs av Hayward och Ryland 1995. Exechonella ampullacea ingår i släktet Exechonella och familjen Exechonellidae. Inga underarter finns listade i Catalogue of Life.